# Astyanax fasslii
Astyanax fasslii är en fiskart som först beskrevs av Steindachner, 1915.  Astyanax fasslii ingår i släktet Astyanax och familjen Characidae. Inga underarter finns listade.